# Stade des Costières
Das Stade des Costières ist ein Fußballstadion in der französischen Stadt Nîmes, Département Gard in der Region Okzitanien. Genutzt wird es hauptsächlich vom Fußballverein Olympique Nîmes. 

## Geschichte
Das Stadion wurde 1987 von Nîmes damaligen Bürgermeister Jean Bousquet auf den Weg gebracht. Das Stade Jean-Bouin, ab 1937 Spielort von Olympique, stammte aus dem Jahr 1919 und war veraltet. Der Entwurf stammt von den Architekten Marc Chausse und Vittorio Gregotti. Gregotti war auch für den Umbau des Stadio Luigi Ferraris in Genua verantwortlich. Im Inneren der Arena befinden sich Anlagen für Basketball, Fitness, Fechten und Kampfsport. Der Name des Stadions geht auf das Weinbaugebiet Costières de Nîmes zurück.  
Am 15. Februar 1989 wurde die Spielstätte mit dem Fußballländerspiel Frankreich gegen die Niederlande eröffnet. Das erste Spiel von Olympique Nîmes wurde am 4. März 1989 gegen den FC Montceau Bourgogne angepfiffen. Das Zweitligaspiel fand vor 3647 Zuschauern statt. Der Besucherrekord stammt aus der Erstligasaison 1991/92 mit dem Spiel Olympique Nîmes gegen Olympique Marseille. Das Spiel sahen 25.051 Zuschauer. Nach dem Drama von Furiani wurden die Stadien auf ihre Sicherheit überprüft. Daraus resultierte, dass die Gesamtkapazität auf 29.497 Plätze festgelegt wurde. Durch die heutigen Sicherheitsbestimmungen ist das Stadion für 18.364 zugelassen.
In der Saison 2004/05 spielte der FC Istres einige Spiele in Nîmes. Das alte Stadion war zu klein und veraltet und der Neubau noch nicht fertig. Der SC Bastia musste seine letzten zwei Saisonspiele 2005/06 auf neutralem Platz austragen und tat dies im Stade des Costières.
Olympique Nîmes plant einen Stadionneubau, der bis 2025 einsatzbereit sein soll. Der Club hat das Stade des Costières für acht Mio. Euro von der Stadt Nîmes gekauft, um es abzureißen. Die Anlage wurde erst 1989 eingeweiht, sie erfüllt aber nicht mehr die Anforderungen an ein modernes Fußballstadion. Der Abriss des alten Stadions soll Ende 2022 oder Anfang 2023 beginnen. Während der Errichtung der neuen Fußballarena will Olympique Nîmes in einem temporären Stadion mit 10.000 Plätzen spielen. Der Neubau mit Läden und einem Hotel soll mit 15.100 Sitzplätzen etwa 3000 Plätze weniger haben als das Stade des Costières. Die Gesamtkosten werden auf 230 Mio. Euro geschätzt. Die Finanzierung übernimmt der französisch-libanesische Geschäftsmann Rani Assaf, er ist Präsident und Hauptaktionär des Clubs. Der Neubau wird, nach Willen von Assaf, keinen Sponsorennamen erhalten.

## Galerie

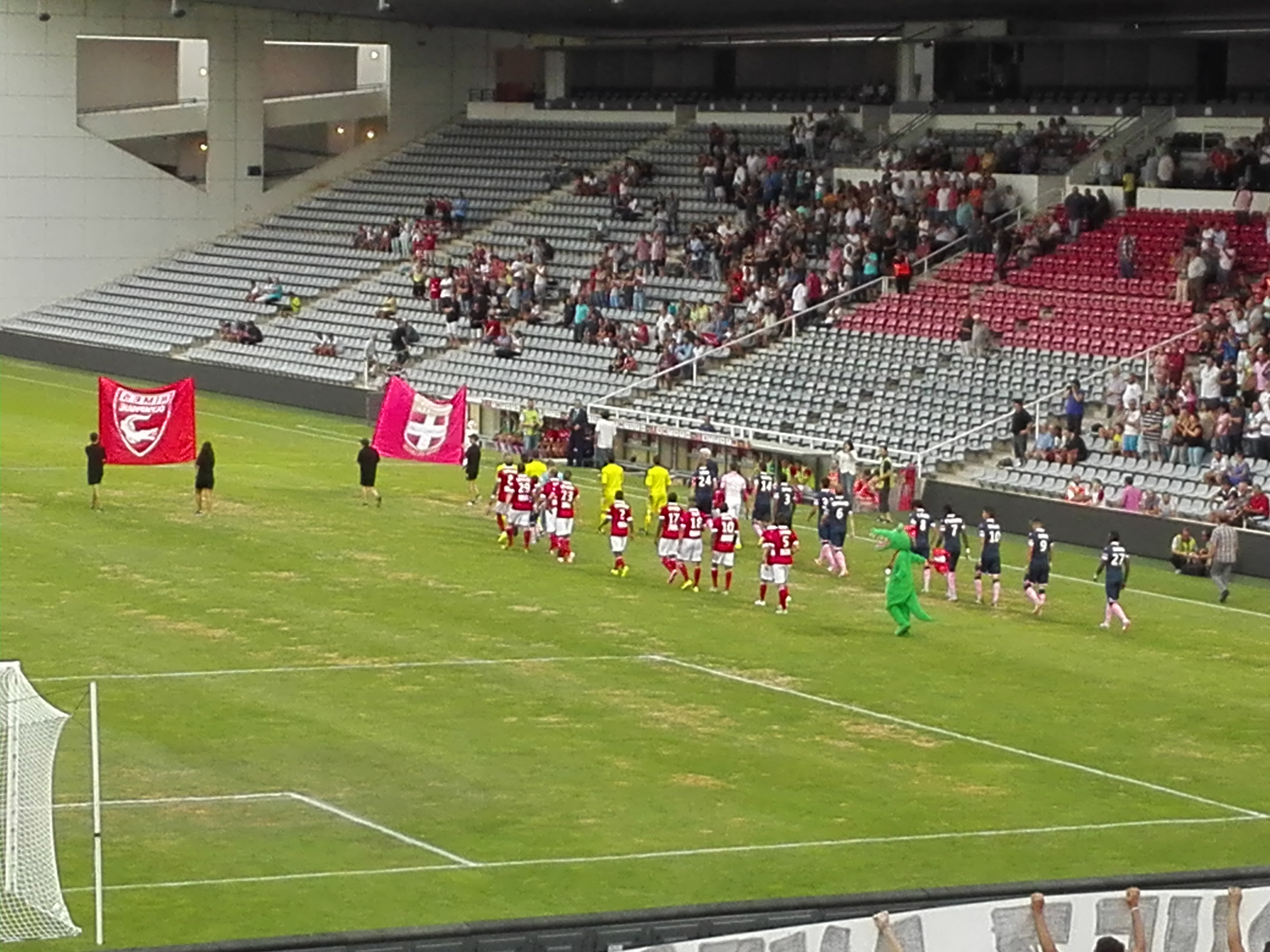
Einmarsch der Mannschaften am 31. Juli 2015 zum ersten Spieltag der Ligue 2 2015/16 mit dem Spiel Olympique Nîmes gegen den FC Évian Thonon Gaillard
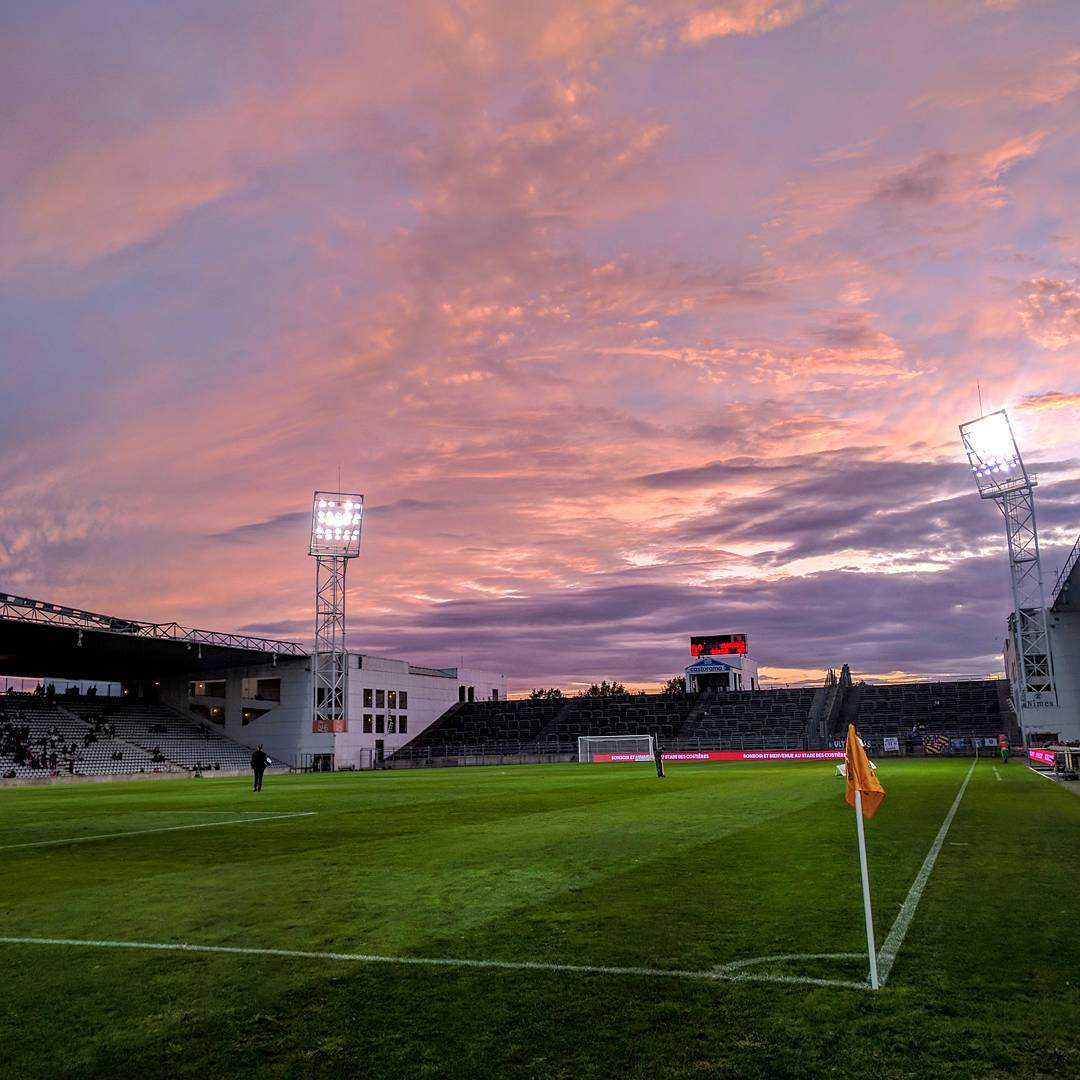
Da Stadion im Oktober 2017